# Jorge da Silva
Pour les articles homonymes, voir Silva et Jorge Silva.
Jorge Orosmán da Silva Echeverrito (né le 11 décembre 1961 à Montevideo) est un ancien joueur et désormais entraîneur de football uruguayen, qui jouait au poste d'attaquant.

## Biographie

### Club
Da Silva fait ses débuts en 1977 au Centro Atlético Fénix. Il effectue ensuite un bref passage au Danubio FC, avant de rejoindre Defensor Sporting en 1978.
En 1982, da Silva part en Espagne, au début au Real Valladolid où il est Pichichi en 1983–84, avec 17 buts en 30 matchs (seulement le second joueur du club à gagner le trophée) et gagne la coupe de la ligue.
Il part ensuite à l'Atlético Madrid, après le départ d'Hugo Sánchez pour le Real Madrid, et inscrit 21 buts en deux saisons, aidant le club à remporter la Copa del Rey et la Supercopa de España en 1985.
En 1987, da Silva retourne en Amérique du Sud au Club Atlético River Plate en Argentine, inscrivant 23 buts en 58 matchs. Deux ans plus tard, il part au Chili au Club Deportivo Palestino, et en 1991, en Colombie pour jouer à l'América de Cali, où il remporte le titre en 1992.
Après une année au Club Deportivo Los Millonarios, da Silva rentre au pays pour jouer dans son ancien club du Defensor Sporting, où il prend sa retraite à 36 ans.
La décennie suivante, il entame une carrière d'entraîneur, d'abord dans l'équipe d'Uruguay junior. En 2007, il retourne dans son dernier club, puis entraîne l'Al Nasr Riyad en Arabie saoudite.

### Carrière internationale
Il fait ses débuts officiels le 20 février 1982 contre la Corée du Sud (2–2) pendant Nehru Cup. Da Silva joue en tout 26 matchs en international.
Il participe à la coupe du monde de football 1986.

## Palmarès entraineur
- Championnat d'Uruguay de football 2007-2008 avec Defensor Sporting
- Championnat d'Uruguay de football 2012-2013 avec Club Atlético Peñarol
- Championnat d'Arabie Saoudite en 2015
- Championnat d'Uruguay de football 2015-2016 avec Club Atlético Peñarol